# Faixa Nobre do Esporte
A Faixa Nobre do Esporte foi um programa esportivo brasileiro, transmitido pela Rede Bandeirantes. Estreou em 23 de setembro de 1991, quando antes o nome do programa de esportes era Desafio.

## Sinopse
Era exibida logo depois do Jornal Bandeirantes às 20:00, teve como apresentadores Cléo Brandão, Simone Mello, Silvia Vinhas, Elia Júnior, entre outros. Em 1994, teve uma versão exibida a tarde, com o nome de Faixa Especial do Esporte.
Exibia grandes transmissões esportivas como o Campeonato Brasileiro de Futebol, Superliga de Vôlei, desafios de Sinuca, jogos de Basquete, entre outros.
No Verão, o programa era exibido diretamente do Verão Vivo realizado pela Band em uma praia Brasileira mostrando competições como Futsal, Vôlei de Praia e Boxe. O programa era exibido de segunda a sábado. Quando não havia jogos marcados para esse horário, a Band exibia compactos e reportagens de partidas exibidas anteriormente.

## Curiosidade
A Faixa Nobre do Esporte, em uma noite de segunda, exibiu um treino de Adilson Rodrigues, o Maguila.

## Fim do Faixa
A Faixa Nobre do Esporte foi extinta da programação da Band em 1998, quando a emissora decidiu reformular a grade.

## Retomada
Após 17 anos de hiato, a RedeTV! retoma o programa, no horário da tarde, com o nome de Super Faixa do Esporte. A nova faixa esportiva conta com transmissões esportivas variadas e debates com Silvio Luiz, entre outros temas.